# Jacquinia berteroi
Jacquinia berteroi är en viveväxtart som beskrevs av Spreng.. Jacquinia berteroi ingår i släktet Jacquinia och familjen viveväxter.

## Underarter
Arten delas in i följande underarter:
- J. b. acutifolia
- J. b. berteroi
- J. b. portoricensis
- J. b. cubensis
- J. b. nana